# 吉澤周造
吉澤 周造（よしざわ しゅうぞう、1990年3月18日 - ）は、長野県出身の元バスケットボール選手である。ポジションはポイントガード。

## 来歴
東海大第三高校を卒業後、東海短期大学に進学。
卒業後、信州ブレイブウォリアーズに練習生として入団。
その後、静岡ジムラッツに移籍し、翌年に滋賀レイクスターズに移籍。2014年契約満了で退団、引退。現在は冠婚葬祭業の会社員　。兼YouTuber「褌王子 @zochannel517」

## 参照
1. ↑  “練習生受け入れ　吉澤周造(よしざわ　しゅうぞう)”.  滋賀レイクスターズ. 2016年6月24日時点のオリジナルよりアーカイブ。2013年7月31日閲覧。
2. ↑  “#41吉澤周造選手契約満了のお知らせ”.  滋賀レイクスターズ. 2014年5月28日閲覧。[リンク切れ]
3. ↑  “三四六のおむすび 第19話 過去の自分から抜け出すには？”.   株式会社 ジェイ・キッズ. 2015年4月28日閲覧。